# Liptena erycinoides
Liptena erycinoides är en fjärilsart som beskrevs av Smith och Kirby 1890. Liptena erycinoides ingår i släktet Liptena och familjen juvelvingar. Inga underarter finns listade i Catalogue of Life.